# Angelo Della Cioppa
Angelo Della Cioppa (* 14. Januar 1841 in Bellona; † 29. Januar 1917) war ein italienischer Geistlicher.
Della Cioppa wurde am 16. März 1867 zum Priester geweiht. Papst Leo XIII. ernannte ihn am 22. Juni 1896 zum Erzbischof von Lanciano. Alfonso Capecelatro di Castelpagano CO, Erzbischof von Capua, spendete ihm am 5. Juli 1896 die Bischofsweihe.